# US Sainte-Marienne
El Union Sportive Sainte-Marienne es un equipo de fútbol de las Islas Reunión que participa en la Primera División de las Islas Reunión, la liga de fútbol más importante de las islas.

## Historia
Fue fundado en el año 2004 en la localidad de Sainte-Marie luego de la fusión de los equipos SS Dynamo y el CS Sainte-Marie; y nunca ha sido campeón de Primera División en su historia, aunque sí ha ganado la Copa de Francia en 1 ocasión en el año 2010; y en otra ha sido finalista, ha ganado la Copa de Reunión en 1 ocasión en 2010.
A nivel internacional ha participado en 1 torneo continental, en la Copa Confederación de la CAF 2011, donde fue eliminado en la Ronda Preliminar por el Wits University FC de Sudáfrica.

## Palmarés
- Primera División de las Islas Reunión : 1

2013
- Copa de las Islas Reunión : 1

2010
- Copa de Francia de fútbol: 1 Participación

2007

## Participación en competiciones de la CAF
| Temporada | Torneo                       | Ronda      | Club               | Casa | Visita | Global |
| --------- | ---------------------------- | ---------- | ------------------ | ---- | ------ | ------ |
| 2011      | Copa Confederación de la CAF | Preliminar | Wits University FC | 1-0  | 0-4    | 1-4    |

## Jugadores

### Jugadores destacados
- Mickaël Gourville
- Mohammed Ricky
- Andy Sophie
- Jim Seychelles